# فنيلية تهيتية

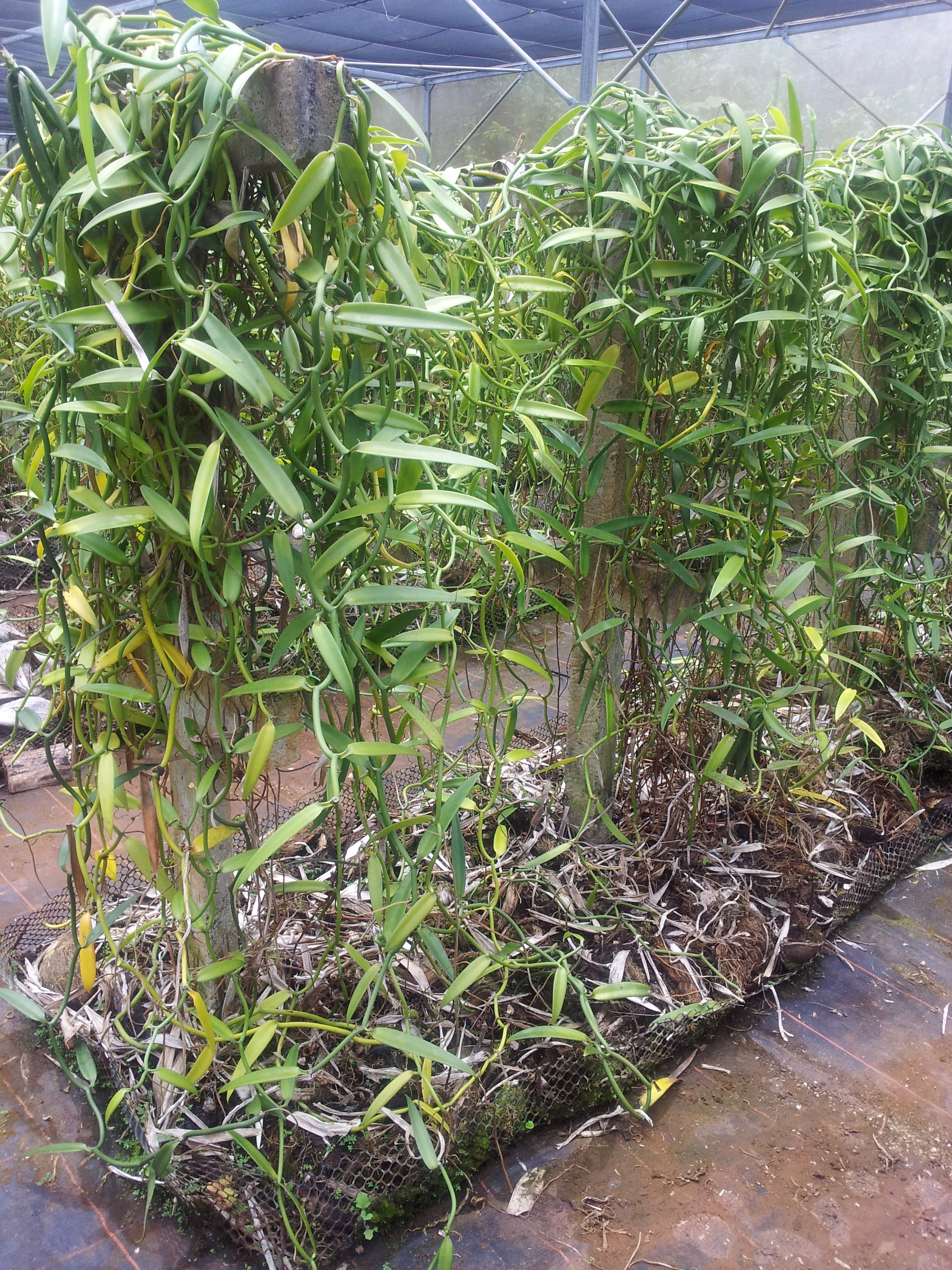
زراعة فنيلية تَهِيتِيَّة

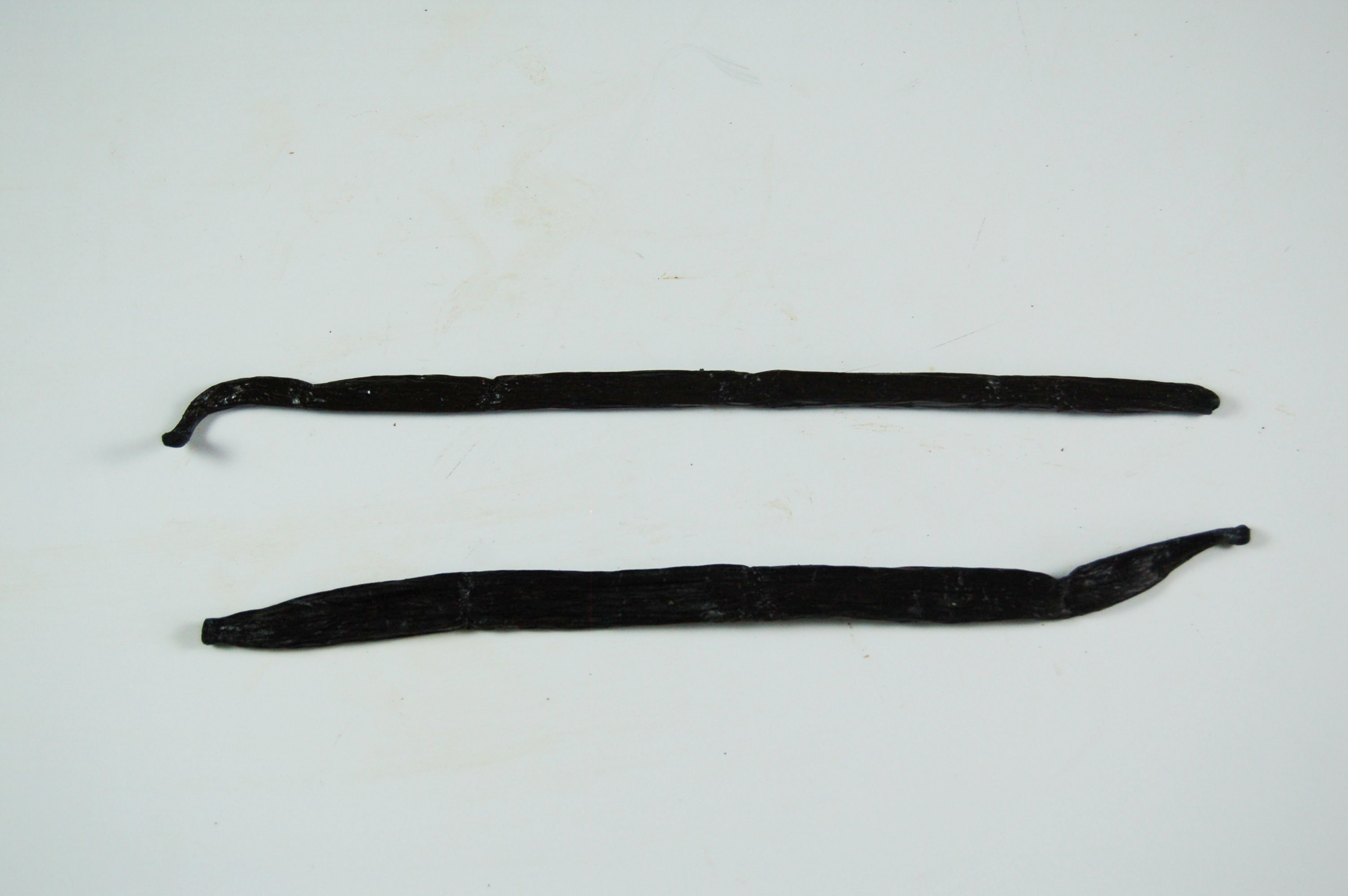
ثمرة فنيلية تَهِيتِيَّة في الأسفل

فنيلية أو وَنِيلِيَة تَهِيتِيَّة هو نوع من الفصيلة السحلبية في جنس فنيلية. وصفه أول مرة عالم النبات جون وِليَام مور في عام 1933 من رَياتِيَة في جزر الجمعية حيث وجدها تنمو على الأشجار.